# النهدة (مترو دبي)
محطة النهدة (بالإنجليزية: Al-Nahda station)‏؛ هي محطة نقل سريع على الخط الأخضر لشبكة مترو دبي التي تخدم دبي في الإمارات العربية المتحدة.